# Media Diamant

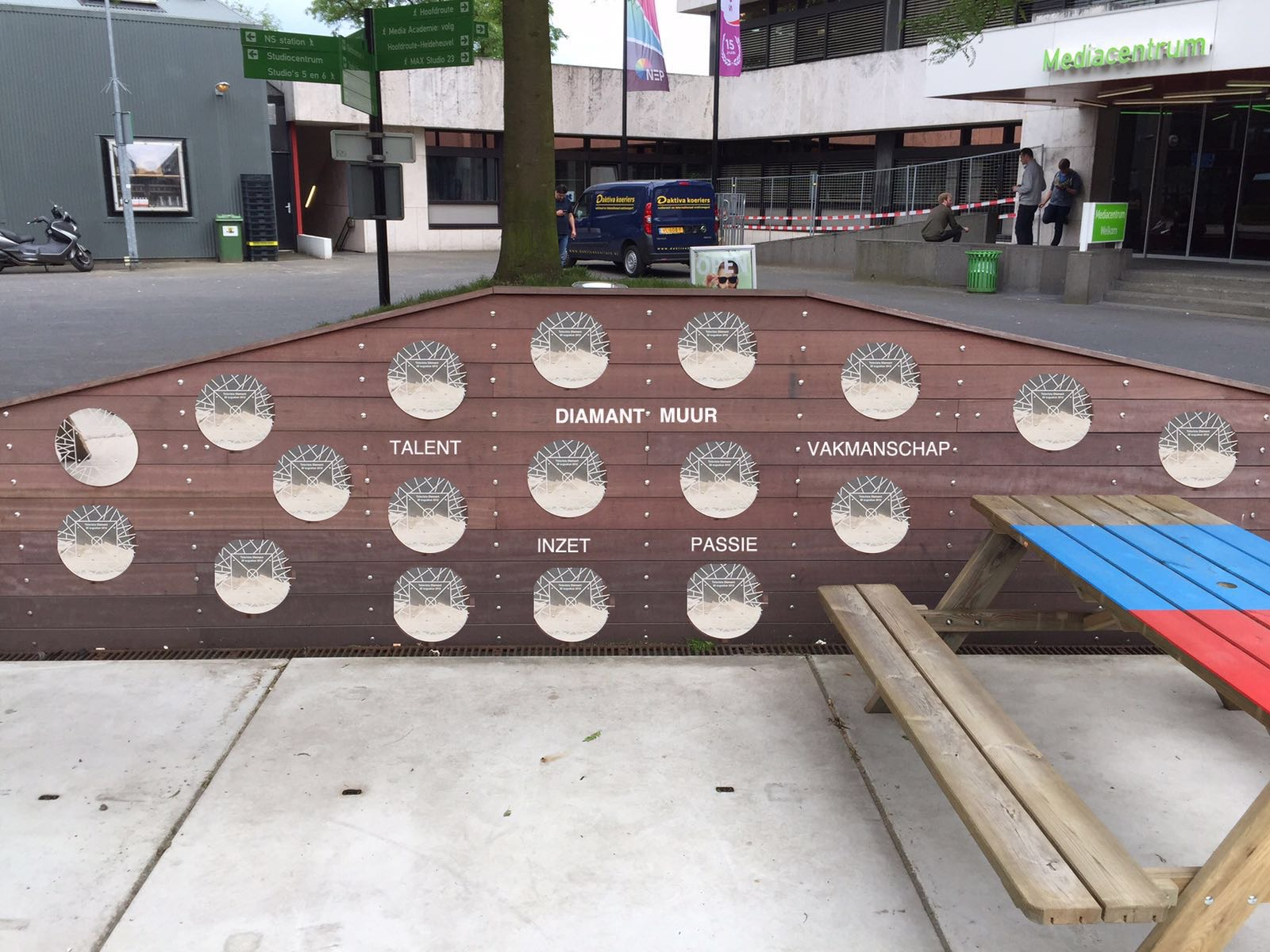
De mediadiamantmuur in 2024

Media Diamant is een onderscheiding voor medewerkers van radio, televisie en internet. De Stichting Media Diamant is in 2015 door regisseur Jos Budie in het leven geroepen. Een jaar later werd de Stichting Media Diamant opgericht, om een jaarlijkse uitreiking mogelijk te maken.

## Onderscheiding
De Media Diamant is een onderscheiding die bedoeld en bestemd is voor medewerkers die vooral achter de schermen werken aan televisie, radio of internet, en die in hun vak uitblinken qua talent, inzet, passie en vakmanschap. 
Zowel bedrijven/organisaties als personen kunnen mensen nomineren voor een Media Diamant. De Media Diamant heeft de vorm van een plaquette, ontworpen door Anneke Schat. De plaquettes worden aangebracht op de Diamant Muur op het Joop van de Endeplein in het Media Park in Hilversum.

## Winnaars
1. 2015 – Ilse Pollen, regieassistent[4]
2. 2015 – Theo Rutten, hoofd geluidstechnicus[5]
3. 2016 – Paul Raaijman, senior audiotechnicus[6]
4. 2016 – Juliet Wagenaar, projectbegeleider[7]
5. 2016 – Peter Bakker, senior cameraman[7]
6. 2017 – Tommy Byrne, opnameleider[8]
7. 2017 – Job Scholtze, steadicam specialist[9]
8. 2018 – Xandra ter Horst, colorist[10]
9. 2018 – Berto Oude Veldhuis, gripper[11]
10. 2018 – Wouter Visser, gripper[11]
11. 2019 – Martijn Swart, workflow specialist[12]
12. 2021 – Henk-Jan van Beek, lichtontwerper[13]
13. 2021 – Ivo Palmen, cameraman[14]
14. 2022 – Sybrand Verwer, senior audiotechnicus[3]
15. 2022 – Barbara van Munster, make-up artist[15]
16. 2023 – Riny Buinsters, autocue operator[2]
17. 2024 – Wendy Hendrickx, sport producer[16]